# ミーシャ・ブルガーゴーズマン

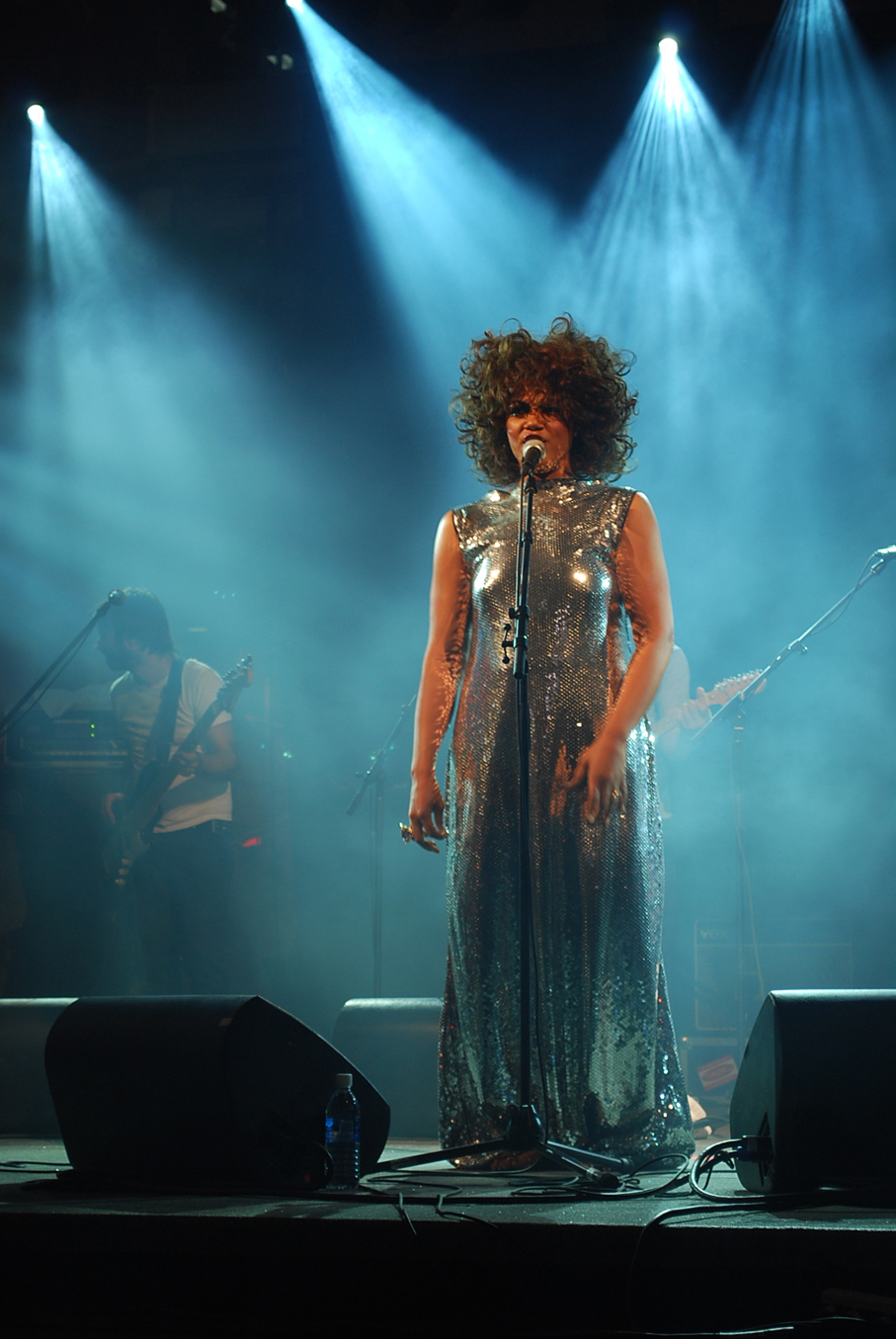
ミーシャ・ブルガーゴーズマン

ミーシャ・ブルガーゴーズマン（Measha Brueggergosman、1977年6月28日 - ）は、カナダのニューブランズウィック州フレデリクトン出身のソプラノ歌手。国際的な活動を行っており、2008年にジュノー賞を受賞するなどクラシックやポピュラー音楽の部門において数々の賞を受賞している。
2010年の冬季オリンピックであるバンクーバーオリンピックでは開会式でオリンピック賛歌を歌った。